# 낙하운동
낙하운동(落下運動, motion of falling body)이란 중력에 의해서 물체가 지면을 향해서 떨어지는 운동을 말한다. 낙하운동은 보통 물체와 중력이라는 힘이 서로 상호작용을 한 뒤에 나타나는 결과이다.

## 이론
자유낙하하는 물체의 이동 방향을 x축과 y축으로 정하자. 물론 3차원 공간이지만 여기서는 중요하지 않으니 x축을 z축으로도 정해놓자.

### x축
사실 낙하운동의 법칙을 정확하게 설명해낸 과학자 뉴턴의 공식이 정확하게 들어 맞으려면 저항이 하나도 없는 무저항 공간에서 실험을 해야 한다. 그러나 현실은 그렇지 않다. 공기의 저항이나, 관성력 등의 저항 때문에 정확한 실험 결과가 나오지 않는다. 이를 감안해야 한다. 낙하운동에서 x축과 y축은 각각 움직인다. 예를 들어서, 어떤 질량을 가진 물체가 x축을 45도 방향으로 이동하고 있다면, -y축으로 이동하는 중력은 x축의 영향을 전혀 받지 않는다. 그런데 x축의 방향이 틀어지고 속도가 변하는 이유는 현실 세계의 저항 때문이다. 예를 들어서, 낙하 실험을 할 때에 바람이 불 면 그 결과는 공식과 같지 않을 수 있다.

### y축
중력의 방향은 -y축이다. 이때, 낙하하는 물체의 속력은 힘과 운동이라는 두 운동량으로 알 수 있다. 힘과 운동 방향이 나란할 때에는 물체의 속력만 바뀌는데, 힘과 운동방향이 반대될 때는 속력이 감소하고, 방향이 같을 때는 증가한다. 그런데, 만약 힘과 운동 방향이 나란하지 않을 경우에는 비스듬한 경우와 수직인 경우로 나눌 수 있다. 수직인 경우에는 힘이 운동방향을 바꾸기 때문에 운동방향이 바뀌지만, 비스듬한 경우에는 서로가 서로를 바꾸어서 힘과 운동방향이 둘 다 감소하거나 증가하게 된다. 한 가지 더 알아야 할 점은 물체의 질량과 힘의 크기에 따른 낙하운동하는 물체의 속도 변화이다. 힘의 크기는 물체의 낙하속도와 비례한다. 그러나, 물체의 질량은 물체의 낙하속도와 반비례한다.

### 무게에 따른 낙하속도
아리스토텔레스는 무거운 물체일 수록 더 빨리 떨어진다고 하였다. 왜냐하면 모든 물체는 우주의 중심, 즉 지구로 떨어지고 싶어 하였고, 무거운 물체는 그 성질을 더 많이 갖고 있었기 때문이다. 그러나 갈릴레이는 그의 생각을 부정하였다. 그는 물체가 탑에 부딪치지 않도록 기울어진 피사의 사탑에서, 나무공과 쇠공을 떨어뜨렸다. 가속도 9.8m/s^2로 동시에 땅에 떨어졌다.

## 같이 보기
- 자유 낙하
- 질량
- 좌표